# Christoph Luxenberg
Christoph Luxenberg (...) è un orientalista tedesco.
Christoph Luxenberg è lo pseudonimo dell'autore del libro Die Syro-Aramäische Lesart des Koran ("L'interpretazione siro-aramaica del Corano"), inedito in italiano. Il testo, originariamente pubblicato in tedesco nel 2000, suscitò scalpore alla pubblicazione della traduzione inglese nel 2007. Nel libro si sostiene la tesi secondo cui il testo sacro del Corano, per lingua, temi e contenuti, dipenderebbe massicciamente dalla cultura e dalla mitopoiesi ebraica e cristiana.
Luxenberg ha prodotto inoltre diversi articoli per antologie concernenti l'Islam delle origini. Il libro di Luxenberg è menzionato anche nel pamphlet Dio non è grande, di Christopher Hitchens.

## Uso dello pseudonimo
Lo pseudonimo "Christoph Luxenberg" potrebbe essere un riferimento al nome di Georg Christoph Lichtenberg, il "distruttore di miti," poiché Lux ("luce" in latino) si traduce in tedesco come Licht. Luxenberg stesso afferma di aver scelto lo pseudonimo "su suggerimento di amici arabi, dopo che questi sono venuti a conoscenza della sua tesi," per proteggersi da possibili violente reazioni.
La sua identità reale rimane ignota. La teoria più diffusa afferma che sia uno studioso tedesco di lingue semitiche. Il professore Hans Jansen, dell'Università di Leyden, ha ipotizzato che sia un cristiano libanese, mentre François de Blois ne ha messo in dubbio la conoscenza dell'arabo.

## La lettura siro-aramaica del Corano
Luxenberg acquisì visibilità negli anni successivi al 2000, in seguito alla pubblicazione del suo primo libro (o almeno il primo con quello pseudonimo): Die Syro-Aramäische Lesart des Koran, che sosteneva che la lingua delle prime rivelazioni del Corano (quelle cosiddette meccane), non era esclusivamente l'arabo, come certificato dai primi classici commentatori del testo sacro islamico (i mufassirūn), quanto piuttosto una lingua in cui apparivano elementi dialettali siro-aramaici, tipici del parlato nel VII secolo dei Meccani, ossia della tribù dei Quraysh.
La premessa di Luxenberg è quella che la lingua aramaica, che prevaleva nel Vicino Oriente durante gli anni di prima formazione dell'Islam, e che era la lingua della cultura e della liturgia cristiana orientale, aveva svolto una profonda influenza sulla composizione scritturale e il significato intimo del Corano.

## Sintesi circa la ricerca
Luxenberg sostiene che il Corano contiene molti passaggi ambigui e anche inspiegabili sotto il profilo della lingua. Afferma che anche gli studiosi musulmani trovano difficoltosi alcuni passaggi del testo, tanto da sviluppare precocemente una scienza relativa all'interpretazione coranica (tafsīr). L'ipotesi dietro gli sforzi intellettuali degli esegeti è tuttavia sempre stata quella secondo cui ogni passaggio difficoltoso da capire è allo stesso tempo vero e denso di significato e che è possibile decifrarli grazie agli strumenti in possesso della scienza esegetica islamica. Luxenberg accusa gli studiosi accademici occidentali del Corano di assumere un approccio timido e pedissequo, affidandosi troppo intensamente al lavoro fazioso e di parte degli studiosi musulmani. In tal modo, Luxenberg riprende l'arma polemica degli studiosi più scettici, come John Wansbrough, che non mancano di far ricorso a strumenti ideologici e metodologici che Edward Said aveva deprecato nel suo noto libro Orientalism.
Luxenberg polemizza sul fatto che quegli studiosi dovrebbero cominciare da capo, ignorare i vecchi commenti islamici, e utilizzare solo i più aggiornati strumenti linguistici e storici. Discute sul fatto che Maometto predicava concetti che erano nuovi per molti dei suoi ascoltatori arabi: concetti che Maometto aveva imparato grazie alle sue conversazioni con israeliti e cristiani arabi, o da cristiani di Siria (in cui si crede egli abbia viaggiato per motivi di affari, fin dall'epoca della sua gioventù, con lo zio-tutore Abū Ṭālib). Da ciò deriva che, se una particolare parola o frase coranica sembra non aver senso in lingua araba, o può esprimere un significato solo con argomentazioni contorte, ha senso che le si interpretino alla luce della lingua aramaica e siriaca, oltre che dell'arabo.

## Opere
- Die Syro-Aramäische Lesart des Koran: Ein Beitrag zur Entschlüsselung der Koransprache, Berlino, Verlag Hans Schiler, 2000, ISBN 3-89930-028-9.
- Weihnachten im Koran in Streit um den Koran, Die Luxenberg Debatte: Standpunkte und Hintergründe, Berlino, Verlag Hans Schiler, 2004, ISBN 3-89930-067-X.
- Der Koran zum Islamischen Kopftuch in  Imprimatur, n. 2/2004.
- Neudeutung der arabischen Inschrift im Felsendom zu Jerusalem in  Die dunklen Anfänge, neue Forschungen zur Entstehung und frühen Geschichte des Islam, Berlino, Verlag Hans Schiler. 2005, ISBN 3-89930-128-5.
- Relikte syro-aramäischer Buchstaben in frühen Korankodizes im hejazi- und kufi- Duktus in Der frühe Islam, Berlino, Verlag Hans Schiler. 2007, ISBN 3-89930-090-4.
- The Syro-Aramaic Reading of the Koran – A Contribution to the Decoding of the Koran. Berlino, Verlag Hans Schiler, 2007, ISBN 3-89930-088-2.
- Die syrische Liturgie und die geheimnisvollen Buchstaben im Koran in Markus Groß, Karl-Heinz Ohlig (a cura di) Schlaglichter: Die beiden ersten islamischen Jahrhunderte, Berlino, 2008, Verlag Hans Schiler, ISBN 978-3-89930-224-0, pp. 411–456